# België op het Eurovisiesongfestival 2021
België nam deel aan het Eurovisiesongfestival 2021 in Rotterdam, Nederland. Het was de 62ste deelname van het land aan het Eurovisiesongfestival. De VRT was verantwoordelijk voor de Belgische bijdrage voor de editie van 2021. 

## Selectieprocedure

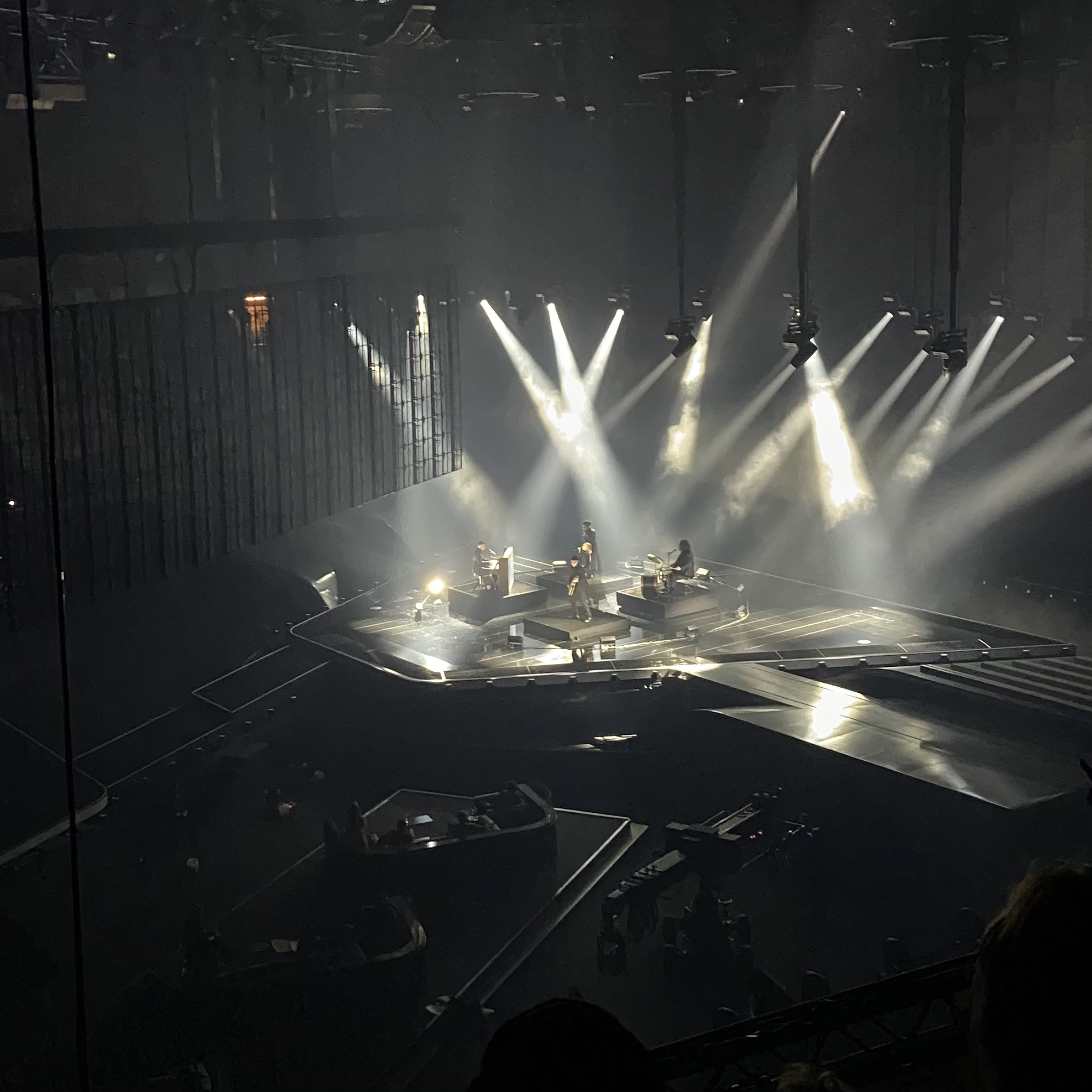
De Belgische act tijdens de jury show van de 1ste halve finale.

Op 18 maart 2020 maakte de EBU bekend dat het Eurovisiesongfestival 2020 werd afgelast vanwege de COVID-19-pandemie. De VRT, dat beurtelings met de RTBF de Belgische bijdrage voor het Eurovisiesongfestival selecteert, had voor de editie van 2020 de band Hooverphonic geselecteerd, dat met Release me zou deelnemen.
Twee dagen nadat het Eurovisiesongfestival 2020 werd geannuleerd maakte de VRT bekend dat het ook in 2021 de Belgische kandidaat mocht voordragen. In één adem werd duidelijk dat Hooverphonic België zou gaan vertegenwoordigen. Het nummer waarmee de band naar Rotterdam zou afzakken, werd op 4 maart 2021 vrijgegeven. Het kreeg als titel The wrong place.

## In Rotterdam
België trad aan in de eerste halve finale, op dinsdag 18 mei 2021. Hooverphonic was als elfde van zestien acts aan de beurt, net na Albina uit Kroatië en gevolgd door Eden Alene uit Israël. België eindigde uiteindelijk op de negende plek met 117 punten en wist zich zo te plaatsen voor de grote finale.
In de finale was Hooverphonic als vierde van 26 acts aan de beurt, net na Eden Alene uit Israël en gevolgd door Manizja uit Rusland. België eindigde uiteindelijk op de negentiende plek, met 74 punten.

### Voting

#### Punten gegeven door België
In het vet de winnaar van de (halve) finale.
| 1e halve finale | 1e halve finale | 1e halve finale |
| Score           | Televoting      | Jury            |
| --------------- | --------------- | --------------- |
| 12 punten       | Malta           | Rusland         |
| 10 punten       | Oekraïne        | Oekraïne        |
| 8 punten        | Litouwen        | Malta           |
| 7 punten        | Zweden          | Noorwegen       |
| 6 punten        | Noorwegen       | Zweden          |
| 5 punten        | Azerbeidzjan    | Roemenië        |
| 4 punten        | Israël          | Israël          |
| 3 punten        | Cyprus          | Ierland         |
| 2 punten        | Rusland         | Litouwen        |
| 1 punten        | Roemenië        | Kroatië         |

| Finale    | Finale      | Finale      |
| Score     | Televoting  | Jury        |
| --------- | ----------- | ----------- |
| 12 punten | Frankrijk   | Zwitserland |
| 10 punten | Oekraïne    | Oekraïne    |
| 8 punten  | Italië      | Finland     |
| 7 punten  | Litouwen    | Rusland     |
| 6 punten  | Finland     | Bulgarije   |
| 5 punten  | IJsland     | Malta       |
| 4 punten  | Zwitserland | Zweden      |
| 3 punten  | Zweden      | IJsland     |
| 2 punten  | Malta       | Italië      |
| 1 punten  | Noorwegen   | Portugal    |

1956 · 1957 · 1958 · 1959 · 1960 · 1961 · 1962 · 1963 · 1964 · 1965 · 1966 · 1967 · 1968 · 1969 · 1970 · 1971 · 1972 · 1973 · 1974· 1975 · 1976 · 1977 · 1978 · 1979 · 1980 · 1981 · 1982 · 1983 · 1984 · 1985 · 1986 · 1987 · 1988 · 1989 · 1990 · 1991 · 1992 · 1993 · 1994 · 1995 · 1996 · 1997 · 1998 · 1999 · 2000 · 2001 · 2002 · 2003 · 2004 · 2005 · 2006 · 2007 · 2008 · 2009 · 2010 · 2011 · 2012 · 2013 · 2014 · 2015 · 2016 · 2017 · 2018 · 2019 · 2020 · 2021 · 2022 · 2023 · 2024 · 2025
Albanië · Australië · Azerbeidzjan · België · Bulgarije · Cyprus · Denemarken · Duitsland · Estland · Finland · Frankrijk · Georgië · Griekenland · Ierland · IJsland · Israël · Italië · Kroatië · Letland · Litouwen · Malta · Moldavië · Nederland · Noord-Macedonië · Noorwegen · Oekraïne · Oostenrijk · Polen · Portugal · Roemenië · Rusland · San Marino · Servië · Slovenië · Spanje · Tsjechië · Verenigd Koninkrijk · Zweden · Zwitserland